# دارلین هارد
 دارلین هارد (انگلیسی: Darlene Hard؛ زاده ۶ ژانویهٔ ۱۹۳۶) یک تنیس‌باز اهل ایالات متحده آمریکا است.